# Kỷ lục và số liệu thống kê Giải bóng đá Ngoại hạng Anh
Giải bóng đá cấp cao nhất nước Anh được đổi tên thành Premier League từ mùa giải 1992–93. Trang dưới đây là chi tiết về các kỷ lục và số liệu thống kê của Premier League tính từ đó.

## Kỷ lục giải đấu

### Danh hiệu
- Giành nhiều chức vô địch nhất: 13, Manchester United.[1]
- Vô địch liên tiếp nhiều nhất: 4
  - Manchester City (2020–21, 2021–22, 2022–23, 2023-24)
- Khoảng cách giữa đội vô địch và á quân cao nhất: 19 điểm, 2017–18, Man City (100 điểm) hơn Manchester United (81 điểm).
- Khoảng cách giữa đội vô địch và á quân thấp nhất: 0 điểm và 8 bàn – 2011–12; Manchester City (+64) hơn Manchester United (+56). Cả hai cùng có 89 điểm, nhưng Manchester City vô địch nhờ có hiệu số bàn thắng lớn hơn, đây là lần duy nhất chức vô địch Premier League được xác định nhờ hiệu số bàn thắng.[2]
- Giành chức vô địch khi còn nhiều vòng đấu nhất: 7, Liverpool (2019–20)
- Giành chức vô địch không để thua trận đấu nào: Arsenal (2003–04)

### Thắng
- Thắng nhiều trận nhất trong một mùa (38 trận): 32, Man City (2017–18, ), Liverpool (2019-20)
- Thắng ít trận nhất trong một mùa (38 trận): 1, Derby County (2007–08)[3]
- Thắng ít trận sân nhà nhất trong một mùa (19 trận): 1, đồng kỷ lục:[3]
  - Sunderland (2005–06)
  - Derby County (2007–08)
- Thắng nhiều trận sân nhà nhất trong một mùa (19 trận): 18, đồng kỷ lục:[4]
  - Chelsea (2005–06)
  - Manchester United (2010–11)
  - Manchester City (2011–12, 2018-19)[5]
  - Liverpool (2019-20)
- Thắng nhiều trận sân khách nhất trong một mùa (19 trận): 16, Man City (2017-18)
- Thắng ít trận sân khách nhất trong một mùa (19/21 trận): 0, đồng kỷ lục:[3][6][7]
  - Leeds United (1992–93)
  - Coventry City (1999–2000)
  - Wolverhampton Wanderers (2003–04)
  - Norwich City (2004–05)
  - Derby County (2007–08)
  - Hull City (2009–10)
- Chuỗi thắng liên tiếp dài nhất: 18, đồng kỷ lục:
  - Manchester City  (từ 26 tháng 8 đến 27 tháng 12 năm 2017)[8]
  - Liverpool (từ 27 tháng 10 năm 2019 đến 24 tháng 2 năm 2020)
- Chuỗi không thắng dài nhất (38 trận): 32, Derby County (2007–08) [3] (Derby xuống hạng cuối mùa bóng đó và cũng không giành được quyền tham dự Premier League kể từ đó, nên kỷ lục này có thể có được kéo dài thêm nếu đội bóng lên hạng).
- Chuỗi không thắng dài nhất tính từ đầu mùa: 17, Sheffield United (12 tháng 9 năm 2020 – 3 tháng 1 năm 2021)[9]
- Chuỗi thắng sân nhà dài nhất: 24, Liverpool (9 tháng 2 năm 2019 – 5 tháng 7 năm 2020)[10]
- Chuỗi thắng sân khách dài nhất: 11, đồng kỷ lục:
  - Chelsea (6 tháng 4 năm 2008 – 7 tháng 12 năm 2008)[11]
  - Manchester City (21 tháng 5 năm 2017 – 27 tháng 12 năm 2017)

### Thua
- Thua ít trận nhất trong một mùa (38 trận): 0, Arsenal (2003–04)[12]
- Chuỗi bất bại dài nhất: 49 trận, Arsenal (FA Premier League, 7 tháng 5 năm 2003 – 24 tháng 10 năm 2004)[13]
- Thua nhiều nhất: 365, Everton[14]
- Thua ít trận sân nhà nhất trong một mùa (19 trận): 0, đồng kỷ lục:  
  - Manchester United (1995–96, 1999–2000, 2010–11)[15][16][17]
  - Arsenal (1998–99, 2003–04, 2007–08)[18][19][20]
  - Chelsea (2004–05, 2005–06, 2006–07, 2007–08, 2014–15)[20][21][22][23][24]
  - Liverpool (2008–09, 2017–18, 2018–19, 2019–20)[25]
  - Manchester City (2011–12)[5]
  - Tottenham Hotspur (2016–17)
- Chuỗi thua liên tiếp nhiều nhất một mùa (38 trận): 20, Sunderland  (2002–03, 2005–06)[26]
- Thua ít trận sân khách nhất trong một mùa (19 trận): 0, (Arsenal 2001–02, 2003–04; Manchester United 2020–21)
- Chuỗi trận bất bại sân nhà: 86, Chelsea (21 tháng 2 năm 2004 – 26 tháng 10 năm 2008)[27]
- Chuỗi trận bất bại sân khách: 29, Manchester United (18/2/2020 – 17/10/2021)

### Hòa
- Hòa nhiều trận nhất trong một mùa (42 trận): 18 – đồng kỷ lục:
  - Manchester City (1993–94)[28]
  - Sheffield United (1993–94)[28]
  - Southampton (1994–95)[28]
- Hòa nhiều trận nhất trong một mùa (38 trận): 17 – đồng kỷ lục:
  - Newcastle United (2003–04)[28]
  - Aston Villa (2006–07, 2011–12)[28]
  - Sunderland (2014–15)[28]
- Hòa nhiều trận sân nhà nhất trong một mùa: 10 – đồng kỷ lục:
  - Sheffield Wednesday (1996–97)[28]
  - Leicester City (1997–98, 2003–04)[28]
  - Manchester United (2016–17)
- Hòa nhiều trận sân khách nhất trong một mùa: 10, Newcastle United (2003–04)[28]
- Hòa ít trận nhất trong một mùa: 2, Manchester City (2018-19) [28]
- Hòa ít trận sân nhà nhất trong một mùa: 0 – đồng kỷ lục: 
  - Manchester City (2008–09, 2018–19)[28]
  - Manchester United (2012–13)[28]
  - Chelsea (2016–17)
- Hòa ít trận sân khách nhất trong một mùa: 1 – đồng kỷ lục:
  - Bolton Wanderers (1995–96)[28]
  - Queens Park Rangers (1995–96, 2014–15)[28]
  - Barnsley (1997–98)[28]
  - Chelsea (1997–98)[28]
  - Bradford City (1999–2000)[28]
  - Everton (2000–01)[28]
  - Ipswich Town (2000–01)[28]
  - Portsmouth (2005–06, 2007–08)[28]
  - Burnley (2009–10)[28]
  - Liverpool (2011–12)[28]
  - Newcastle United (2013–14)[28]
  - Sunderland (2016–17)
- Chuỗi hòa liên tiếp: 7 – đồng kỷ lục:
  - Norwich City (1993–94)[28]
  - Southampton (1994–95)[28]
  - Manchester City (2009–10)[28]
- Hòa nhiều nhất: 296, Everton[14]

### Khán giả
- Lượng khán giả cao nhất trong một trận: 83.222, Spurs 1-0 Arsenal (Sân vận động Wembley, 10 tháng 2 năm 2018)[29]
- Lượng khán giả thấp nhất trong một trận: 3.039, Wimbledon v. Everton (Selhurst Park, 26 tháng 2 năm 1993)[5]

(Không tính các trận đấu ở những vòng cuối mùa giải 2019-20 cũng như các trận đấu mùa 2020-21 phải thi đấu trên sân không khán giả hoặc bị hạn chế khán giả do tác động từ đại dịch COVID-19).

### Bàn thắng
- Ghi nhiều bàn nhất trong một mùa: 106, Man City (2017–18)
- Ghi ít bàn nhất trong một mùa: 20, Derby County (2007–08)[30]
- Lọt lưới nhiều nhất trong một mùa (42 trận): 104, Sheffield United (2023-24)[31]
- Lọt lưới nhiều nhất trong một mùa (38 trận): 89, Derby County (2007–08)[32]
- Lọt lưới ít nhất trong một mùa: 15, Chelsea (2004–05)[33]
- Hiệu số bàn thắng cao nhất trong một mùa: 79, Man City (2017–18)
- Đội xuống hạng ghi được nhiều bàn thắng nhất trong một mùa: 55, Blackpool (2010–11)[34]
- Ghi nhiều bàn sân nhà nhất trong một mùa: 68, Chelsea (2009–10)[33]
- Ghi ít bàn sân nhà nhất trong một mùa: 10, Manchester City (2006–07) [35]
- Lọt lưới nhiều nhất trên sân nhà trong một mùa (42 trận): 45, Swindon Town (1993–94)[36]
- Lọt lưới nhiều nhất trên sân nhà trong một mùa (38 trận): 43, đồng kỷ lục:
  - Derby County (2007–08)[36]
  - Wolverhampton Wanderers (2011–12)[36]
- Lọt lưới ít nhất trên sân nhà trong một mùa (42 trận/38 trận): 4, Manchester United (1993–94)[36]
- Ghi nhiều bàn trên sân khách nhất trong một mùa: 48, Liverpool (2013–14)[36]
- Ghi ít bàn trên sân khách nhất trong một mùa: 8, đồng kỷ lục:
  - Middlesbrough (1995–96)[36]
  - Southampton (1998–99)[36]
  - Sheffield United (2006–07)[36]
  - Derby County (2007–08)[36]
- Lọt lưới nhiều nhất trên sân khách trong một mùa (42 trận): 59, Ipswich Town (1994–95)[36]
- Lọt lưới nhiều nhất trên sân khách trong một mùa (38 trận): 55, Wigan Athletic (2009–10)[36]
- Lọt lưới ít nhất trên sân khách trong một mùa: 9, Chelsea (2004–05)[36]
- Số lần không ghi bàn trong một trận ít nhất trong một mùa: 0 (ghi bàn trong mọi trận đấu), Arsenal (2001–02)[37]
- Tổng số bàn thắng nhiều nhất: 2033, Manchester United[14]
- Tổng số bàn thua nhiều nhất: 1311, Everton[14]
- Thắng khi bị dẫn trước với khoảng cách lớn nhất: 3  	
  - Leeds United 4–3 Derby County (8 tháng 11 năm 1997)[38]
  - West Ham United 3–4 Wimbledon (9 tháng 9 năm 1998)[39]
  - Tottenham Hotspur 3–5 Manchester United (29 tháng 9 năm 2001)[40]
  - Wolverhampton Wanderers 4–3 Leicester City (25 tháng 10 năm 2003)[41]
- Hòa khi bị dẫn trước với khoảng cách lớn nhất: 4, Newcastle United 4-4 Arsenal (5 tháng 2 năm 2011)  [42]

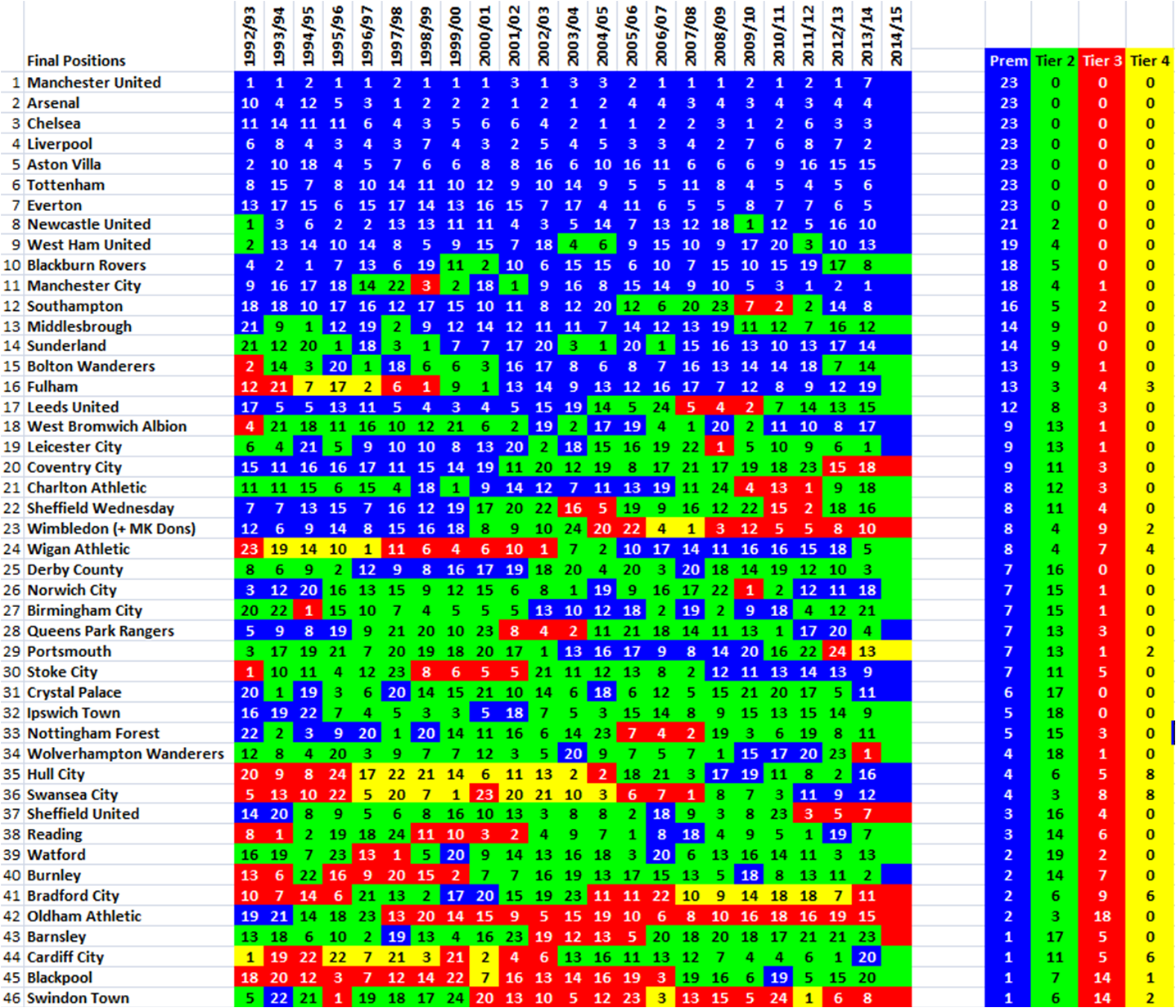
Thứ hạng của các đội tham dự Premier League từ 1992-93 tới 2013-14.

### Điểm
- Giành nhiều điểm nhất trong một mùa: 100, Man City (2017–18)[43]
- Giành ít điểm nhất trong một mùa: 11, Derby County (2007–08)[44]
- Giành nhiều điểm nhất trong một mùa mà không vô địch: 97, Liverpool (2018–19)[45]
- Giành ít điểm nhất trong một mùa mà vô địch: 75, Manchester United (1996–97)[46]
- Giành nhiều điểm nhất trong một mùa mà bị xuống hạng:
  - 42 trận: 49, Crystal Palace (1992–93)[47]
  - 38 trận: 42, West Ham United (2002–03)[47]
- Giành ít điểm nhất trong một mùa mà không xuống hạng: 32, Nottingham Forest (2023–24)

## Kỷ lục cầu thủ

### Số lần ra sân
- Thi đấu nhiều trận nhất: 653, Gareth Barry, 2 tháng 5 năm 1998 tới 24 tháng 2 năm 2018[48]
- Thi đấu nhiều trận cho một câu lạc bộ nhất: 632, Ryan Giggs (Manchester United, 15 tháng 8 năm 1992 tới 6 tháng 5 năm 2014)[48]
- Cầu thủ nhiều tuổi nhất: John Burridge, 43 tuổi 162 ngày (cho Manchester City v. Queens Park Rangers, 14 tháng 5 năm 1995)
- Cầu thủ trẻ tuổi nhất: Ethan Nwaneri, 15 tuổi, 181 ngày (cho Arsenal v. Brentford, 18 tháng 9 năm 2022), (sinh ngày 21/3/2007)[49]
- Thi đấu nhiều trận liên tiếp nhất: 310, Brad Friedel (14 tháng 8 năm 2004 tới 7 tháng 10 năm 2012)[50]
- Thi đấu nhiều mùa giải nhất: 22, Ryan Giggs (từ 1992–93 tới 2013–14)[51]

### Bàn thắng
- Bàn thắng đầu tiên: Brian Deane (cho Sheffield United v. Manchester United, 15 tháng 8 năm 1992)[52]
- Cầu thủ ghi nhiều bàn thắng nhất: Alan Shearer (260)[53]

- Cầu thủ ghi nhiều bàn thắng nhất cho một câu lạc bộ: Harry Kane (200, cho Tottenham)
- Cầu thủ nhiều tuổi nhất ghi bàn: Teddy Sheringham, 40 tuổi 268 ngày (cho West Ham United v. Portsmouth, 26 tháng 12 năm 2006)[54]
- Cầu thủ trẻ tuổi nhất ghi bàn: James Vaughan, 16 tuổi 271 ngày (cho Everton v. Crystal Palace, 10 tháng 4 năm 2005)[55]
- Ghi bàn trong nhiều trận liên tiếp nhất: 11, Jamie Vardy (cho Leicester City, 29 tháng 8 tới 28 tháng 11 năm 2015)
- Ghi bàn trong nhiều mùa giải nhất: 21, Ryan Giggs (từ 1992–93 tới 2012–13)[56]

| Thứ hạng | Cầu thủ       | Bàn thắng | Số trận | Số bàn trên trận | Vị trí thi đấu | Bàn thắng đầu tiên | Bàn thắng cuối cùng |
| -------- | ------------- | --------- | ------- | ---------------- | -------------- | ------------------ | ------------------- |
| 1        | Alan Shearer  | 260       | 441     | 0.59             | Tiền đạo       | 1992–93            | 2005–06             |
| 2        | Wayne Rooney  | 208       | 491     | 0.42             | Tiền đạo       | 2002–03            | 2017–18             |
| 3        | Harry Kane    | 188       | 288     | 0.65             | Tiền đạo       | 2013–14            | 2022–23             |
| 4        | Andy Cole     | 184       | 414     | 0.45             | Tiền đạo       | 1993-1994          | 2006-07             |
| 5        | Sergio Agüero | 184       | 275     | 0.66             | Tiền Đạo       | 2011–12            | 2020–21             |
| 6        | Frank Lampard | 177       | 609     | 0.29             | Tiền vệ        | 1997-98            | 2014-15             |
| 7        | Thierry Henry | 175       | 258     | 0.68             | Tiền đạo       | 1999–2000          | 2011–12             |
| 8        | Robbie Fowler | 163       | 379     | 0.43             | Tiền đạo       | 1993-94            | 2006-07             |
| 9        | Jermain Defoe | 162       | 496     | 0.33             | Tiền đạo       | 2001-02            | 2017-18             |
| 10       | Michael Owen  | 150       | 326     | 0.46             | Tiền đạo       | 1996–97            | 2012–13             |

(In đậm
cầu thủ vẫn còn thi đấu tại Premier League)
- Ghi nhiều bàn thắng nhất trong một mùa (42 trận): 34, đồng kỷ lục:[58]
  - Andrew Cole (Newcastle United, 1993–94)
  - Alan Shearer (Blackburn Rovers, 1994–95)

- Ghi nhiều bàn thắng nhất trong một mùa (38 trận): 36, Erling Haaland (Manchester City F.C., 2022–23)
- Ghi nhiều bàn thắng nhất trong một năm dương lịch nhất: 36, Alan Shearer (Blackburn Rovers, 1995)[59]
- : 17, đồng kỷ lục:
  - 20 đội: [60]
    - Ian Wright (Arsenal, 1996–97)
    - Robin van Persie (Arsenal, 2011–12)
    - Mohamed Salah (Liverpool F.C., 2017–18)

  - 22 đội:
    - Andrew Cole (Newcastle United, 1993–94)
    - Alan Shearer (Blackburn Rovers, 1994–95)
- Ghi nhiều bàn nhất trong mùa ra mắt: 36, Erling Haaland (Manchester City F.C., 2022–23)
- Ghi nhiều hat trick nhất trong một mùa:
  - Alan Shearer 5 (42 trận) (Blackburn Rovers, 1995–96)[61]
- Ghi nhiều hat trick nhất:	
  - Sergio Agüero 12[62]
- Ghi nhiều bàn trong một trận nhất: 5, đồng kỷ lục:[63]
  - Andrew Cole (cho Manchester United v. Ipswich Town, 4 tháng 3 năm 1995) T 9–0
  - Alan Shearer (cho Newcastle United v. Sheffield Wednesday, 19 tháng 9 năm 1999) T 8–0
  - Jermain Defoe (cho Tottenham Hotspur v. Wigan Athletic, 22 tháng 11 năm 2009) T 9–1
  - Dimitar Berbatov (cho Manchester United v. Blackburn Rovers, 27 tháng 11 năm 2010) T 7–1
  - Sergio Agüero (cho  Manchester City v. Newcastle United, 3 tháng 10 năm 2015) T 6–1

- Ghi nhiều bàn nhất trong một hiệp: 5, Jermain Defoe (cho Tottenham Hotspur v. Wigan Athletic, 22 tháng 11 năm 2009) T 9–1[64]
- Bàn thắng nhanh nhất: giây thứ 8, Shane Long (cho Southamton FC v. Watford, 23 tháng 04 năm 2019) [65]
- Ghi nhiều bàn nhất từ ghế dự bị: 4, Ole Gunnar Solskjær (cho Manchester United v. Nottingham Forest, 6 tháng 2 năm 1999)[66]
- Ghi bàn trong nhiều trận sân khách liên tiếp nhất: 9, Robin van Persie (cho Arsenal, 1 tháng 1 năm 2011 tới  22 tháng 5 năm 2011)[67]
- Ghi ít nhất 30 bàn trong nhiều mùa liên tiếp nhất: 3 (1993–1996), Alan Shearer (tất cả cho Blackburn Rovers)	[68]
- Ghi ít nhất 25 bàn trong nhiều mùa liên tiếp nhất: 4 (1993–1997), Alan Shearer (1993–1996 cho Blackburn Rovers, 1996–1997 cho Newcastle United)[69]
- Ghi ít nhất 20 bàn trong nhiều mùa liên tiếp nhất: 5 (2001–2006), Thierry Henry (tất cả cho  Arsenal)[69]
- Ghi ít nhất 10 bàn trong nhiều mùa liên tiếp nhất: 11 (2004–2015), Wayne Rooney (tất cả cho Manchester United)[70]
- Ghi ít nhất 1 bàn trong nhiều mùa liên tiếp nhất: 21 (1992–2013), Ryan Giggs (tất cả cho Manchester United)[56]
- Ghi hat-trick nhanh nhất: Sadio Mané, 2 phút 56 giây (cho Southampton v. Aston Villa, 16 tháng 5 năm 2015)[71]
- Ghi bàn cho nhiều câu lạc bộ nhất: 7:
  - Craig Bellamy (cho Coventry City, Newcastle United, Blackburn Rovers, Liverpool, West Ham United, Manchester City, Cardiff City)[72]
- Phản lưới nhiều nhất: 10, Richard Dunne[73]
- Phản lưới nhiều nhất trong một mùa: 4, Martin Škrtel (2013–14)[74]
- Ghi nhiều Hat-tricks vào một câu lạc bộ nhất: 3, Luis Suárez (cho Liverpool v. Norwich City)[75]
- Ghi nhiều bàn thắng nhất trong một tháng: 10 (tháng 12 năm 2013), Luis Suárez (cho Liverpool)[76]

### Kiến tạo
- Kiến tạo nhiều nhất: Ryan Giggs (162)[77]
- Kiến tạo nhiều nhất trong một mùa: 20, Thierry Henry cho Arsenal (2002–03), Kevin De Bruyne cho Manchester City (2019–20)[78]
- Kiến tạo trong nhiều trận liên tiếp nhất: 7, Mesut Özil (cho Arsenal, 26 tháng 9 tới 21 tháng 11 năm 2015)[79]
- Kiến tạo nhiều nhất trong một trận: 4, đồng kỷ lục:[77]
  - Dennis Bergkamp (cho Arsenal v. Leicester City, 20 tháng 2 năm 1999)
  - José Antonio Reyes (cho Arsenal v. Middlesbrough, 14 tháng 1 năm 2006)
  - Cesc Fàbregas (cho Arsenal v. Blackburn Rovers, 4 tháng 10 năm 2009)
  - Emmanuel Adebayor (cho Tottenham Hotspur v. Newcastle United, 11 tháng 2 năm 2012)
  - Santi Cazorla (cho Arsenal v. Wigan Athletic, 14 tháng 5 năm 2013)
  - Dušan Tadić (cho Southampton  v. Sunderland, 18 tháng 10 năm 2014)
  - Harry Kane (cho Tottenham Hotspur v. Southampton, 20 tháng 9 năm 2020)
  - Paul Pogba (cho Manchester United v. Leeds United, 14 tháng 8 năm 2021)

### Thủ môn
| Thứ hạng | Cầu thủ           | Giữ sạch lưới |
| -------- | ----------------- | ------------- |
| 1        | Petr Čech         | 202           |
| 2        | David James       | 169           |
| 3        | Mark Schwarzer    | 152           |
| 4        | David Seaman      | 140           |
| 5        | Nigel Martyn      | 137           |
| 6        | Tim Howard        | 134           |
| 7        | Pepe Reina        | 134           |
| 8        | Edwin van der Sar | 132           |
| 9        | Brad Friedel      | 132           |
| 10       | Peter Schmeichel  | 128           |

(In đậm  vẫn đang thi đấu tại Premier League.)
Tính tới: tháng 12 năm 2015
- Giữ sạch lưới nhiều nhất trong một mùa: 25
  - Petr Čech (cho Chelsea, 2004–05)[81]
- Chuỗi trận dài nhất nhất không lọt lưới: 14 trận (1,311 phút), Edwin van der Sar (cho Manchester United, 2008–09)[82]
- Các thủ môn ghi bàn (không tính phản lưới):
  - Peter Schmeichel (Everton 3–2 Aston Villa, 20 tháng 10 năm 2001)[83]
  - Brad Friedel (Charlton Athletic 3–2 Blackburn Rovers, 21 tháng 2 năm 2004)[84]
  - Paul Robinson (Tottenham Hotspur 3–1 Watford, 17 tháng 3 năm 2007)[85]
  - Tim Howard (Everton 1–2 Bolton Wanderers, 4 tháng 1 năm 2012)[86]
  - Asmir Begović (Stoke City 1–1 Southampton, 2 tháng 11 năm 2013)[87]
  - Alisson Becker (West Brom 1–2 Liverpool , 16 tháng 5 năm 2021)[88]

### Thẻ phạt
- Nhận nhiều thẻ đỏ nhất: 8, đồng kỷ lục:[48]
  - Duncan Ferguson
  - Patrick Vieira
  - Richard Dunne
- Nhận nhiều thẻ vàng nhất: 103, Gareth Barry[57]
- Đội nhận nhiều thẻ vàng nhất trong một trận: 9 (Tottenham Hotspur v. Chelsea, 2 tháng 5 năm 2016)[89]
- Phạm lỗi nhiều nhất: 782, Kevin Davies (từ 2000–01, mùa giải đầu tiên số liệu được ghi lại)[90]
- Án phạt dài nhất: 12 trận, Joey Barton. Sau khi bị truất quyền thi đấu vì hành vi bạo lực, Barton tiếp tục gây gổ với cầu thủ của Manchester City, 23 tháng 5 năm 2012[91]

## Kỷ lục trận đấu

### Tỉ số
- Trận thắng sân nhà lớn nhất:

Liverpool 9–0 AFC Bournemouth (27 tháng 8 năm 2022)
Manchester United 9–0 Ipswich Town FC (4 tháng 3 năm 1995)
Manchester United 9–0 Southampton (3 tháng 2 năm 2021)
- Trận thắng sân khách lớn nhất: 0–9, Southampton v. Leicester City (26 tháng 10 năm 2019)[92]
- Thắng sau hai lượt trận lớn nhất: 12–1, đồng kỷ lục:
  - Blackburn Rovers 7–0 Nottingham Forest (18 tháng 11 năm 1995) & Nottingham Forest 1–5 Blackburn Rovers (13 tháng 4 năm 1996)
  - Tottenham Hotspur 9–1 Wigan Athletic (22 tháng 11 năm 2009) & Wigan Athletic 0–3 Tottenham Hotspur (21 tháng 2 năm 2010)
- Trận đấu có nhiều bàn thắng nhất: 7–4, Portsmouth v. Reading (29 tháng 9 năm 2007) [93]
- Trận hòa có tỉ số lớn nhất: 5–5, West Bromwich Albion v. Manchester United (19 tháng 5 năm 2013)[94]
- Số bàn thắng nhiều nhất trong hiệp một: 7 bàn, đồng kỷ lục:
  - Blackburn Rovers 3–4 Leeds United (14 tháng 9 năm 1997 — tỉ số chung cuộc: 3–4)[95]
  - Bradford City 4–3 Derby County (21 tháng 4 năm 2000 — tỉ số chung cuộc: 4–4)[96]
  - Reading 3–4 Manchester United (1 tháng 12 năm 2012 — tỉ số chung cuộc: 3–4)[97]
- Tỉ số xuất hiện nhiều nhất: 1–0, 1482 lần[98]
- Số cầu thủ ghi bàn trong một trận đấu nhiều nhất: 9, đồng kỷ lục:
  - Tottenham Hotspur 4–5 Arsenal (13 tháng 11 năm 2004)[99]
  - Portsmouth 7–4 Reading (29 tháng 9 năm 2007)[100]
- Số cầu thủ của một câu lạc ghi bàn trong một trận đấu nhiều nhất: 7, đồng kỷ lục: 
  - Chelsea 8–0 Aston Villa (23 tháng 12 năm 2012)[101]
  - Manchester City 7–0 Norwich City (2 tháng 11 năm 2013)[102]
  - Southampton 8–0 Sunderland (18 tháng 10,  2014)[103]

## Bảng xếp hạng tổng Premier League
Bảng xếp hạng tổng Premier League là việc cộng kết quả của tất cả kết quả các trận đấu, số điểm và bàn thắng mà các câu lạc bộ tham dự Premier League từ mùa đầu tiên 1992. Bảng xếp hạng dưới đây tính tới hết mùa 2019–20. Các đội in đậm là các đội tham dự mùa 2019–20. Các số in đậm là kỉ lục.
| Vị trí | Câu lạc bộ              | Số mùa | Trận  | Thắng | Hòa | Thua | BT    | BB    | HS    | Điểm  | VĐ | ÁQ | H3 | H4 | Xuống hạng | Vị trí tốt nhất |
| ------ | ----------------------- | ------ | ----- | ----- | --- | ---- | ----- | ----- | ----- | ----- | -- | -- | -- | -- | ---------- | --------------- |
| 1      | Manchester United       | 28     | 1,076 | 666   | 236 | 174  | 2,055 | 965   | 1,090 | 2,234 | 10 | 6  | 4  | 1  |            | 1               |
| 2      | Arsenal                 | 28     | 1,076 | 579   | 274 | 223  | 1,901 | 1,061 | 840   | 2,011 | 3  | 6  | 5  | 7  |            | 1               |
| 3      | Chelsea                 | 28     | 1,076 | 578   | 263 | 235  | 1,839 | 1,056 | 783   | 1,997 | 5  | 4  | 5  | 3  |            | 1               |
| 4      | Liverpool               | 28     | 1,076 | 561   | 265 | 250  | 1,859 | 1,079 | 780   | 1,948 | 1  | 4  | 5  | 7  |            | 1               |
| 5      | Tottenham Hotspur       | 28     | 1,076 | 462   | 268 | 346  | 1,608 | 1,353 | 255   | 1,654 |    | 1  | 2  | 3  |            | 2               |
| 6      | Everton                 | 28     | 1,076 | 390   | 306 | 380  | 1,401 | 1,367 | 34    | 1,476 |    |    |    | 1  |            | 4               |
| 7      | Manchester City         | 23     | 886   | 417   | 199 | 270  | 1,476 | 1,010 | 466   | 1,450 | 14 | 3  | 2  | 1  | 2          | 1               |
| 8      | Newcastle United        | 25     | 958   | 357   | 245 | 356  | 1,287 | 1,293 | -6    | 1,316 |    | 2  | 2  | 1  | 2          | 2               |
| 9      | Aston Villa             | 25     | 962   | 325   | 283 | 354  | 1,158 | 1,253 | −95   | 1,258 |    | 1  |    | 1  | 1          | 2               |
| 10     | West Ham United         | 24     | 920   | 300   | 237 | 383  | 1,113 | 1,331 | −218  | 1,137 |    |    |    |    | 2          | 5               |
| 11     | Southampton             | 21     | 810   | 253   | 221 | 336  | 988   | 1,147 | −159  | 980   |    |    |    |    | 1          | 6               |
| 12     | Blackburn Rovers        | 18     | 696   | 262   | 184 | 250  | 927   | 907   | 20    | 970   | 1  | 1  |    | 1  | 2          | 1               |
| 13     | Leeds United            | 12     | 468   | 189   | 125 | 154  | 641   | 573   | 68    | 692   |    |    | 1  | 2  | 1          | 3               |
| 14     | Leicester City          | 14     | 536   | 175   | 144 | 217  | 690   | 759   | −69   | 669   | 1  |    |    |    | 3          | 1               |
| 15     | Middlesbrough           | 15     | 574   | 165   | 169 | 240  | 648   | 794   | −146  | 661   |    |    |    |    | 4          | 7               |
| 16     | Sunderland              | 16     | 608   | 153   | 159 | 296  | 612   | 904   | −292  | 618   |    |    |    |    | 4          | 7               |
| 17     | Fulham                  | 14     | 532   | 157   | 141 | 234  | 604   | 778   | −174  | 612   |    |    |    |    | 2          | 7               |
| 18     | Bolton Wanderers        | 13     | 494   | 149   | 128 | 217  | 575   | 745   | −170  | 575   |    |    |    |    | 3          | 6               |
| 19     | Crystal Palace          | 11     | 426   | 122   | 106 | 198  | 456   | 614   | −158  | 471   |    |    |    |    | 4          | 10              |
| 20     | West Bromwich Albion    | 12     | 456   | 112   | 128 | 216  | 475   | 696   | −221  | 464   |    |    |    |    | 4          | 8               |
| 21     | Stoke City              | 10     | 380   | 116   | 109 | 155  | 398   | 525   | −127  | 457   |    |    |    |    | 1          | 9               |
| 22     | Coventry City           | 9      | 354   | 99    | 112 | 143  | 387   | 490   | −103  | 409   |    |    |    |    | 1          | 11              |
| 23     | Sheffield Wednesday     | 8      | 316   | 101   | 89  | 126  | 409   | 453   | −44   | 392   |    |    |    |    | 1          | 7               |
| 24     | Wimbledon               | 8      | 316   | 99    | 94  | 123  | 384   | 472   | −88   | 391   |    |    |    |    | 1          | 6               |
| 25     | Norwich City            | 9      | 354   | 94    | 98  | 162  | 391   | 585   | −194  | 380   |    |    | 1  |    | 5          | 3               |
| 26     | Charlton Athletic       | 8      | 304   | 93    | 82  | 129  | 342   | 442   | −100  | 361   |    |    |    |    | 2          | 7               |
| 27     | Wigan Athletic          | 8      | 304   | 85    | 76  | 143  | 316   | 482   | −166  | 331   |    |    |    |    | 1          | 10              |
| 28     | Swansea City            | 7      | 266   | 82    | 66  | 118  | 306   | 383   | −77   | 312   |    |    |    |    | 1          | 8               |
| 29     | Queens Park Rangers     | 7      | 278   | 81    | 65  | 132  | 339   | 431   | −92   | 308   |    |    |    |    | 3          | 5               |
| 30     | Birmingham City         | 7      | 266   | 73    | 82  | 111  | 273   | 360   | −87   | 301   |    |    |    |    | 3          | 9               |
| 31     | Portsmouth              | 7      | 266   | 79    | 65  | 122  | 292   | 380   | −88   | 293   |    |    |    |    | 1          | 8               |
| 32     | Derby County            | 7      | 266   | 68    | 70  | 128  | 271   | 420   | −149  | 274   |    |    |    |    | 2          | 8               |
| 33     | Watford                 | 7      | 266   | 67    | 61  | 138  | 276   | 441   | −165  | 262   |    |    |    |    | 3          | 11              |
| 34     | Wolverhampton Wanderers | 6      | 228   | 63    | 63  | 102  | 254   | 367   | −113  | 252   |    |    |    |    | 2          | 7               |
| 35     | Burnley                 | 6      | 228   | 66    | 53  | 109  | 233   | 347   | −114  | 251   |    |    |    |    | 2          | 7               |
| 36     | Nottingham Forest       | 5      | 198   | 60    | 59  | 79   | 229   | 287   | −58   | 239   |    |    | 1  |    | 3          | 3               |
| 37     | Ipswich Town            | 5      | 202   | 57    | 53  | 92   | 219   | 312   | −93   | 224   |    |    |    |    | 2          | 5               |
| 38     | Bournemouth             | 5      | 190   | 56    | 43  | 91   | 241   | 330   | −89   | 211   |    |    |    |    | 1          | 9               |
| 39     | Sheffield United        | 4      | 160   | 46    | 48  | 66   | 167   | 207   | −40   | 186   |    |    |    |    | 2          | 9               |
| 40     | Hull City               | 5      | 190   | 41    | 48  | 101  | 181   | 323   | −142  | 171   |    |    |    |    | 3          | 16              |
| 41     | Reading                 | 3      | 114   | 32    | 23  | 59   | 136   | 186   | −50   | 119   |    |    |    |    | 2          | 8               |
| 42     | Brighton & Hove Albion  | 3      | 114   | 27    | 36  | 51   | 108   | 168   | −60   | 117   |    |    |    |    |            | 15              |
| 43     | Oldham Athletic         | 2      | 84    | 22    | 23  | 39   | 105   | 142   | −37   | 89    |    |    |    |    | 1          | 19              |
| 44     | Cardiff City            | 2      | 76    | 17    | 13  | 46   | 66    | 143   | −77   | 64    |    |    |    |    | 2          | 18              |
| 45     | Bradford City           | 2      | 76    | 14    | 20  | 42   | 68    | 138   | −70   | 62    |    |    |    |    | 1          | 17              |
| 46     | Huddersfield Town       | 2      | 76    | 12    | 17  | 47   | 50    | 134   | −84   | 53    |    |    |    |    | 1          | 16              |
| 47     | Blackpool               | 1      | 38    | 10    | 9   | 19   | 55    | 78    | −23   | 39    |    |    |    |    | 1          | 19              |
| 48     | Barnsley                | 1      | 38    | 10    | 5   | 23   | 37    | 82    | −45   | 35    |    |    |    |    | 1          | 19              |
| 49     | Swindon Town            | 1      | 42    | 5     | 15  | 22   | 47    | 100   | −53   | 30    |    |    |    |    | 1          | 22              |

Giải đấu hoặc tình trạng mùa 2019–20:
|  | 2019–20 Premier League   |
|  | 2019–20 EFL Championship |
|  | 2019–20 EFL League One   |
|  | 2019–20 EFL League Two   |
|  | Giải thể                 |

## Huấn luyện viên
- Vô địch nhiều lần nhất: 13 - Sir Alex Ferguson (Manchester United; 1992–93, 1993–94, 1995–96, 1996–97, 1998–99, 1999–00, 2000–01, 2002–03, 2006–07, 2007–08, 2008–09, 2010–11, 2012–13).
- Giành nhiều Giải Huấn luyện viên xuất sắc nhất tháng nhất: 27 - Sir Alex Ferguson.
- Giành nhiều Giải Huấn luyện viên xuất sắc nhất tháng nhất trong một mùa: 5, Jurgen Klopp (2019–20)
- Giành liên tục HLV xuất sắc nhất tháng nhiều nhất: 4, Pep Guardiola[106]
- Giành được 100 trận thắng nhanh nhất: sau 134 trận, Pep Guardiola
- Lên hạng nhiều lần nhất: 4, Steve Bruce (Birmingham City mùa 2001–02 và 2006–07 và Hull City mùa 2012–13 và 2015–16) [107]
- Xuống hạng nhiều lần nhất: 3, Dave Bassett (Sheffield United in 1993-94, Nottingham Forest mùa 1996–97, và Leicester City mùa 2001–02)[108]
- Huấn luyện viên có khoảng thời gian gắn bó lâu nhất: Sir Alex Ferguson:27 năm 292 ngày

Từ ngày 6 tháng 11 năm 1986 tới ngày 8 tháng 5 năm 2013
(Manchester United)
- Huấn luyện viên có khoảng thời gian ngắn nhất (không tính tạm quyền): Les Reed, 41 ngày (Charlton Athletic, 14 tháng 11 năm 2006 tới 24 tháng 12 năm 2006)[109]